# Lista derby-urilor și rivalităților din fotbal
Aceasta este lista rivalităților fotbalistice din întreaga lume. Ea include derbyuri locale cât și rivalități regionale sau internaționale.

## Internațional

### Intercontinentale
- Argentina–Anglia
- Argentina–Italia
- Argentina–Germania
- Argentina–Australia
- Brazilia–Franța
- Brazilia–Italia
- Brazilia–Germania
- Brazilia-Portugalia
- Mexic–Brazilia
- Mexic–Argentina
- Mexic–Spania
- Statele Unite–Anglia
- Statele Unite–Rusia
- Australia–Noua Zeelandă

### Zona CONMEBOL
- Argentina–Brazilia
- Chile–Peru
- Bolivia–Chile
- Ecuador–Peru
- Chile–Brazilia
- Paraguay–Argentina
- Paraguay–Brazilia
- Columbia–Venezuela
- Columbia–Brazilia
- Columbia–Ecuador
- Argentina–Uruguay [1]
- Brazilia–Uruguay

### Zona UEFA
- Anglia–Scoția
- Anglia–Franța
- Anglia–Germania
- Anglia–Italia
- Austria-Elveția
- Belgia–Olanda
- Cehia-Slovacia
- Danemarca–Suedia
- Franța–Belgia
- Franța-Italia
- Germania–Austria
- Germania-Franța
- Germania–Elveția
- Germania–Italia
- Germania–Olanda
- Irlanda–Anglia
- Irlanda-Irlanda de Nord
- Rusia-Finlanda
- Rusia–Germania
- Scoția-Țara Galilor*
- Spania-Franța
- Spania–Italia
- Spania–Portugalia
- Spania–Olanda
- Spania–Anglia
- Suedia-Finlanda
- Suedia-Germania
- Suedia-Anglia
- Ucraina–Polonia
- Macedonia–Albania
- România–Ungaria
- Austria–Ungaria
- Albania–Serbia
- Polonia–Rusia
- Polonia–Germania
- Grecia–Turcia
- Armenia–Turcia
- Georgia–Rusia
- Serbia–Muntenegru
- Serbia–Bosnia și Herțegovina
- Belarus–Rusia
- Croația–Serbia
- Azerbaijan–Rusia
- Kazakhstan–Rusia
- Ucraina-Rusia
- Lituania–Letonia
- Estonia–Letonia
- Israel–Franța
- România-Moldova

### Zona AFC
- Coreea–China
- Coreea–Japonia
- Coreea de Nord – Coreea de Sud
- Iran-Coreea
- Japonia-Australia
- Hong Kong-China
- Iran-Arabia Saudită
- Iran-Irak
- Irak-Kuwait
- Irak-Arabia Saudită
- Kuwait-Arabia Saudită
- Malaysia-Indonezia
- Laos-Cambodgia
- Taipei–China
- Macau–China
- Mongolia–China
- Singapore-Malaysia
- Singapore-Indonezia
- Vietnam-Thailanda
- India-Pakistan
- India-Nepal
- Bangladesh-Pakistan

### Zona CONCACAF
- Mexic–Statele Unite
- El Salvador vs Honduras
- Mexico vs Honduras
- Canada–Statele Unite
- Panama vs Costa Rica
- Cuba vs Statele Unite
- Honduras–Costa Rica
- Haiti vs Trinidad and Tobago[2]
- Jamaica vs Trinidad and Tobago[3]
- Jamaica vs Bahamas
- Aruba vs Curaçao[4]
- Guatemala - Mexic

### Zona OFC
- Noua Zeelandă–Tahiti
- Fiji–Tonga
- Samoa–Samoa Americană
- Insulele Cook–Insulele Solomon

## Cluburi în Africa (CAF)

### Angola
- Petro Atlético vs Primeiro de Agosto[5]

### Algeria
- MC Oran vs ASM Oran
- MCA Vs USMA
- MCA Vs CRB
- CRB Vs NAHD
- CSC Vs MOC

### Botswana
- Gaborone United vs Township Rollers[6]
- ECCO City Greens vs TAFIC[7]
- BMC vs Extension Gunners[8]
- Nico United vs Satmos[9]

### Cameroon
- Canon Yaoundé vs Tonnerre Yaoundé
- Union Douala vs Astres FC

### Cape Verde
- Boavista vs Sporting Praia[10]
- Académica do Sal vs Académico do Aeroporto[11]
- Académica do Mindelo vs CS Mindelense[12]

### Egipt
- Al-Ahly v Zamalek.[13]

### Ghana
- Asante Kotoko vs Hearts of Oak:[14][15]

### Kenya
- A.F.C. Leopards vs Gor Mahia
- Karuturi Sports vs Oserian

### Maroc
- Raja Casablanca v Wydad Casablanca.[15]

### Namibia
- Black Africa vs Orlando Pirates Windhoek[16]

### Nigeria
- Dolphins F.C. vs Sharks F.C.[17]

### Africa de Sud
- Kaizer Chiefs vs Orlando Pirates.[15]
- Ajax Cape Town vs Santos F.C.[18]
- Bloemfontein Celtic vs Free State Stars[19]
- Mamelodi Sundowns vs SuperSport United[20]
- AmaZulu vs Golden Arrows[21]

### Sudan
- Al-Hilal Club vs Al-Merreikh SC[22]

### Tanzania
- Young Africans SC vs Simba SC[23]

### Togo
- AS Douanes vs OC Agaza[24]
- Semassi vs Tchaoudjo AC[25]
- Derbiurile de Lomé: orice meci dintre cele patru rivale din orașul Lomé - AS Douanes, AS Togo-Port, Étoile Filante, OC Agaza[26]

### Tunisia
- Club Africain v ES Tunis.[27]

### Zimbabwe
- CAPS United vs Dynamos FC[28]
- Highlanders vs Zimbabwe Saints[29]
- Highlanders vs Dynamos FC[30]
- CAPS United vs Highlanders[31]
- Lancashire Steel vs Shabanie Mine[32]

## Cluburi în Asia (AFC)

### Australia
- Sydney FC vs Melbourne Victory
- Melbourne Victory vs Melbourne Heart[33]
- Central Coast Mariners vs Newcastle Jets
- Sydney FC vs Western Sydney Wanderers
- Sydney FC vs Central Coast Mariners
- Perth Glory vs Wellington Phoenix
- Melbourne Victory vs Adelaide United

### Bangladesh
- Mohammedan vs Abahoni[34]

### China
- Beijing Guoan vs Shanghai Shenhua[35]
- Shanghai Shenhua vs Shanghai Shenxin[36]
- Shandong Luneng Taishan vs Qingdao Jonoon F.C.
- Guangzhou Evergrande vs Guangzhou R&F

### Hong Kong
- South China vs Sun Pegasus

### India
- Mohun Bagan AC vs East Bengal[15]

### Indonezia
- Persija Jakarta vs Persib Bandung
- Arema Indonesia vs Persebaya Surabaya

### Irak
- Al-Zawra'a SC vs Air Force Sport Club
- Erbil SC vs Dohuk SC

### Iran
- Esteghlal v Persepolis[15]
- Persepolis–Sepahan
- Esteghlal–Sepahan
- S.C. Damash vs Malavan F.C.
- Sepahan F.C. vs Zob Ahan FC
- Bargh Shiraz F.C. vs Moghavemat Sepasi F.C.
- Esteghlal Ahvaz F.C. vs Foolad F.C.

### Japonia
- Tokyo Verdy vs F.C. Tokyo
- Gamba Osaka  vs Cerezo Osaka
- Shimizu S-Pulse  vs Júbilo Iwata
- Urawa Red Diamonds  vs Gamba Osaka [15]

### Iordania
- Al-Faisaly vs Al-Wehdat

### Coreea de Sud
- Kyungsung FC–Pyongyang FC (1929-1946)
- Yonsei University FC vs Korea University FC
- Ilhwa Chunma vs LG Cheetahs vs Yukong Elephants (1990–1995)
- Suwon Samsung Bluewings vs FC Seoul[15]
- Seongnam Ilhwa Chunma vs Suwon Samsung Bluewings
- Pohang Steelers vs Ulsan Hyundai[15]
- FC Seoul vs Incheon United

### Kuwait
- Al Arabi vs Qadsia

### Liban
- Nejmeh SC vs Al Ansar
- Salam Sour vs Tadamon Sour

### Malaysia
- Kelantan FA vs Terengganu FA
- Selangor vs Singapore
- Selangor vs Perak
- Sarawak vs Sabah
- Pahang vs Kelantan
- Johor Darul Takzim FC vs Kelantan

### Maldive
- New Radiant SC vs Maziya S&RC

### Arabia Saudită
- Al-Ittihad vs Al-Hilal
- Al Nassr FC vs Al-Hilal
- Al-Ittihad vs Al-Ahli SC

### Thailanda
- Buriram United vs Muangthong United
- Chonburi FC vs Muangthong United

## Cluburi în Europa (UEFA)

### Albania
- Eternul Derby
- Derby-uri de Tirana:
  - KF Tirana vs Partizani Tirana
  - KF Tirana vs Dinamo Tirana
  - Partizani Tirana vs Dinamo Tirana

### Anglia și Țara Galilor
- Arsenal v Tottenham Hotspur,[37] also may include a match between either of those and Barnet
- Chelsea vs Fulham vs Queens Park Rangers[38][39][40]
- Millwall v West Ham United
- Arsenal v Chelsea
- Tottenham Hotspur v Chelsea
- Manchester derby: Manchester City v Manchester United[41]
- Merseyside derby: Everton v Liverpool,[42]
- Liverpool v Manchester United
- Leeds United v Manchester United
- Sheffield United v Sheffield Wednesday[43]
- Bristol derby: Bristol City v Bristol Rovers[44]
- Portsmouth v Southampton,[45]
- Cardiff City v Swansea City[46]

### Austria
- Rapid Viena vs Austria Viena[15][47][48]

### Azerbaijan
- Neftchi vs Khazar Lankaran

### Belgia
- Anderlecht vs Standard Liège

- Club brugge vs Standard Liège[15]
- Club Brugge vs Cercle Brugge
- Beerschot AC vs Royal Antwerp[49]
- Anderlecht vs Club Brugge[50]
- Lierse S.K. vs KV Mechelen
- KRC Genk vs STVV
- KRC Genk vs Standard Liège

### Bosnia și Herțegovina
- FK Sarajevo vs Željezničar
- Olimpic vs FK Sarajevo
- Olimpic vs Željezničar
- Zrinjski vs Velež[51]
- FK Borac Banja Luka vs Željezničar

### Bulgaria
- Levski Sofia vs CSKA Sofia[15][52]
- Spartak Varna vs Cherno More Varna
- Botev Plovdiv vs Lokomotiv Plovdiv
- Botev Plovdiv vs CSKA Sofia
- CSKA Sofia vs Ludogoreț Razgrad
- Levski Sofia vs Slavia Sofia
- Lokomotiv Sofia vs Slavia Sofia
- Cernomoreț Burgas vs Neftochimic Burgas
- Slavia Sofia vs Botev Plovdiv

### Cehia
- Sparta Praga vs Slavia Praga[15]

### Cipru
- AC Omonia vs APOEL F.C.

### Croația
- Hajduk Split vs Dinamo Zagreb[53]
- Hajduk Split vs HNK Rijeka
- Dinamo Zagreb vs HNK Rijeka
- NK Osijek vs Cibalia
- Hajduk vs RNK Split
- Hajduk Split vs Lokomotiva Zagreb
- Rivalități în Zagreb:
  - Dinamo vs NK Zagreb
  - Dinamo vs NK Lokomotiva
  - Dinamo vs Hrvatski Dragovoljac
  - NK Lokomotiva vs Hrvatski Dragovoljac
- Rivalități în Dalmația:
  - Hajduk Split vs HNK Šibenik
  - Hajduk Split vs NK Zadar
  - HNK Šibenik vs NK Zadar
- HNK Rijeka vs NK Istra 1961
- Hajduk Split vs NK Osijek
- Hajduk Split vs HNK Cibalia
- Dinamo Zagreb vs NK Osijek
- Dinamo Zagreb vs HNK Cibalia
- NK Varaždin (Varteks) vs NK Slaven Belupo
- NK Slaven Belupo vs NK Koprivnica

### Danemarca
- F.C. Copenhagen vs Brøndby IF[15]
- FC Midtjylland vs Viborg F.F.
- Aalborg BK vs AGF Aarhus
- Esbjerg fB vs SønderjyskE

### Elveția
- FC Zürich vs FC Basel[54]
- Grasshoppers vs FC Zürich[15]

### Estonia
- FC Flora vs FC Levadia[55][56]

### Finlanda
- Turun Palloseura vs Inter Turku[57][58] Modern Inter sharing the same stadium with traditional TPS has caused rivalries, not only between the supporters but between the leaders of the clubs too.[59]
- JJK Jyväskylä vs Kuopion Palloseura
- HJK vs HIFK
- AC Oulu vs OPS Oulu

### Franța
- Le Classique: Paris Saint-Germain vs Olympique Marseille[15]
- AS Monaco vs Paris Saint-Germain
- AS Monaco vs OGC Nice
- Choc des Olympiques: Olympique Lyonnais vs Olympique Marseille[60]
- Olympique Lyonnais vs AS Saint-Étienne[15]
- Lens vs Lille
- Ajaccio vs SC Bastia
- Bordeaux vs Toulouse
- Rennes vs Nantes, Guingamp vs Brest
- FC Metz vs AS Nancy Lorraine
- Montpellier vs Nîmes

### Germania
- Der Klassiker – Bayern München vs Borussia Dortmund[15]
- Bayern München vs Nürnberg
- Bayern München vs 1860 München
- Borussia Dortmund vs Schalke 04[15]
- Hamburger SV vs Werder Bremen[15]
- Hannover 96 vs Eintracht Braunschweig[61] A fierce rivalry that goes back far over 100 years and includes the cities as well.
- BFC Dynamo vs Union Berlin și Hertha BSC vs Union Berlin
- Borussenderby – Borussia Dortmund vs Borussia Mönchengladbach
- Hamburg vs St. Pauli
- 1. FC Köln vs Bayer 04 Leverkusen
- 1. FC Nürnberg vs SpVgg Greuther Fürth
- 1. FC Köln vs Borussia Mönchengladbach[62]
- VfB Stuttgart vs Bayern München
- F.C. Hansa Rostock vs FC St. Pauli[63][64]
- Bayern München vs. Schalke 04[65][66]

### Grecia
- Olympiacos vs Panathinaikos.[15][67]
- Olympiacos vs AEK Atena
- AEK v PAOK
- AEK vs Panathinaikos
- PAOK v Aris[50]
- Olympiacos–
- OFI Crete vs Ergotelis

### Insulele Feroe
- B36 Tórshavn vs HB Tórshavn
- EB/Streymur vs Víkingur Gøta

### Irlanda
- Bohemian FC vs Shamrock Rovers
- Bohemians vs Shelbourne
- Shamrock Rovers vs St. Patrick's Athletic
- Shelbourne vs St. Patrick's Athletic
- Shamrock Rovers vs Shelbourne
- Bohemians vs St. Patrick's Athletic

### Irlanda de Nord
- Glentoran Vs. Linfield
- Cliftonville Vs. Crusaders
- Portadown Vs. Glenavon
- Ballymena United Vs. Coleraine
- Donegal Celtic Vs. Lisburn Distillery
- Warrenpoint Town F.C. Vs. Newry City

### Israel
- Maccabi Haifa vs Hapoel Haifa
- Maccabi Tel Aviv vs Hapoel Tel Aviv[68]
- Beitar Ierusalim vs Hapoel Tel Aviv[68]
- Beitar Ierusalim vs Bnei Sakhnin[68]

### Italia
- Derby della Madonnina: AC Milan - Inter Milano[15]
- Derby d'Italia: Juventus vs Inter[15]
- Milan vs Roma[15]
- Milan vs. Juventus[69]
- Derby della Toscana: Fiorentina vs A.C. Siena / A.S. Livorno[15]
- Derby della Mole: Juventus Torino - AC Torino[15]
- Derby della Capitale: AS Roma - Lazio Roma[15]
- Derby di Sicilia: Palermo v Catania[15]
- Hellas Verona - Chievo Verona[70]
- Derby della Lanterna: Genoa CFC - Sapdoria Genoa[15]
- Napoli vs Roma
- Palermo vs Cagliari
- Parma vs Reggiana
- Bologna vs Parma
- Bologna vs Fiorentina

### Macedonia
- Vardar Skopje vs. Pelister Bitola
- Derbyuri de Skopje:
  - Vardar vs. Rabotnički
  - Vardar vs. Sloga Jugomagnat (etnic)
  - Vardar vs. Makedonija GjP
  - Vardar vs. Metalurg
  - Rabotnički vs. Sloga Jugomagnat (etnic)
  - Rabotnički vs. Makedonija GjP
  - Rabotnički vs. Metalurg
- Derby etnic – Vardar Skopje vs. Shkëndija Tetovo
- Shkëndija vs. Teteks
- Pobeda Prilep vs. Pelister Bitola

### Malta
- Floriana v Sliema Wanderers[71]
- Valletta vs Floriana[72]
- Gudja vs Ghaxaq
- Mosta FC vs Naxxar Lions

### Moldova
- Derbiul Moldovei: Zimbru Chișinău vs. Sheriff Tiraspol
- Zimbru Chișinău vs. Dacia Chișinău
- Olimpia Bălți vs. Zimbru Chișinău
- Olimpia Bălți vs. Dacia Chișinău

### Norvegia
- Rosenborg - Brann
- Rosenborg - Molde
- Rosenborg - Lillestrøm
- Vålerenga Fotball Vs. Lyn Fotball
- Vålerenga - Lillestrøm
- Vålerenga - Brann
- Brann - Viking
- Bryne - Viking
- Aalesund - Molde
- Mjøndalen - Strømsgodset
- Sarpsborg - Fredrikstad

### Olanda
- De Klassieker: Ajax vs. Feyenoord[15]
- Ajax - PSV[15]
- Ajax vs AZ Alkmaar[73]
- Feyenoord vs Sparta Rotterdam
- ADO Den Haag vs Ajax[74]
- Feyenoord vs ADO Den Haag[75]
- PSV vs FC Eindhoven[76]
- PSV vs NAC Breda[77]
- FC Groningen vs SC Heerenveen[78]
- SC Cambuur vs FC Groningen
- FC Groningen vs SC Veendam[79]
- SC Heerenveen vs SC Cambuur[80]
- PEC Zwolle vs Go Ahead Eagles[81]
- PEC Zwolle vs FC Twente[82]
- Heracles Almelo vs FC Twente[83]
- Vitesse vs N.E.C.[84]

### Polonia
- Lechia Gdańsk vs. Arka Gdynia
- Legia Varșovia vs. Polonia Varșovia[85]
- Wisła Kraków vs. Cracovia Kraków[86]
- Górnik Zabrze vs. Ruch Chorzów
- Widzew Łódź vs. ŁKS Łódź
- Śląsk Wrocław vs. Zagłębie Lubin

Lech poznan - Legia Varsovia

### Portugalia
- O Clássico: S.L. Benfica vs F.C. Porto
- Derby de Lisboa: S.L. Benfica vs Sporting C.P.
- Sporting de Braga vs Vitória de Guimarães
- Marítimo vs Nacional
- FC Porto vs Boavista FC
- FC Porto vs C.F. Os Belenenses
- Vitória de Setúbal vs Vitória de Guimarães
- C.F. Os Belenenses vs Atlético Clube de Portugal

### România
- Eternul derby: Dinamo București vs FCSB
- Primvs derby: Rapid București vs Petrolul Ploiești[15][sursa nu confirmă]
- Derbiul Vestului: Poli Timișoara vs UTA Arad[15][sursa nu confirmă]
- Derbiul Clujului: CFR Cluj vs Universitatea Cluj [15][sursa nu confirmă]
- Derbiul Orgoliilor: Universitatea Craiova vs Dinamo București[15][sursa nu confirmă]
- Derbiul Moldovei: Poli Iași vs Oțelul Galați[necesită citare]
- Derbiul: FCM Bacau vs Ceahlaul Piatra Neamt[necesită citare]
- Derbiul Nordului: Minaur Baia Mare vs Olimpia Satu Mare[necesită citare]
- Derbiul Craiovei: Universitatea Craiova vs FC U Craiova 1948[necesită citare]
- Derbiurile Capitalei (Marele Trio[necesită citare]):
  - Rapid București vs Steaua[50]
  - Rapid București vs Dinamo București
  - Derbiuri Românești: 🇷🇴
  - Derby: Rapid București vs Cfr Cluj
  - Derby: Universitatea Cluj - Rapid București

### Rusia
- Spartak Moscova vs ȚSKA Moscova[15]
- Spartak Moscova vs Dinamo Moscova
- Spartak Moscova vs Zenit Sankt Petersburg[87]
- Dinamo Moscova vs ȚSKA Moscova
- Zenit Sankt Petersburg vs ȚSKA Moscova

### Scoția
- Old Firm derby – Celtic v Rangers
- Dundee v Dundee United
- Aberdeen v Dundee United

### Serbia
- Steaua Roșie Belgrad vs Partizan Belgrad
- OFK Belgrad vs Steaua Roșie Belgrad[88]
- OFK Belgrad vs Partizan Belgrad
- Rad Belgrad vs Crvena Zvezda Belgrad[89]
- Vojvodina Novi Sad vs Steaua Roșie Belgrad
- Vojvodina Novi Sad vs Partizan Belgrad
- Rad Belgrad vs Partizan Belgrad
- OFK Belgrad vs Rad Belgrad[90]
- Vojvodina Novi Sad vs FK Novi Sad[91]
- Vojvodina Novi Sad vs Spartak Subotica[92]
- Radnički Kragujevac vs FK Smederevo[93]

### Slovacia
- Slovan Bratislava v Spartak Trnava

### Slovenia
- NK Maribor vs NK Olimpija Ljubljana
- NK Olimpija Ljubljana vs NK Železničar Ljubljana
- NK Maribor vs NK Mura

### Spania
- El Clásico – Real Madrid v FC Barcelona[15]
- El Derbi madrileño – Real Madrid v Atletico Madrid[15]
- Athletic Bilbao v Real Sociedad[15]
- Derbi barceloní – FC Barcelona v RCD Espanyol[15]
- Real Betis v Sevilla FC[15]
- Granada v Málaga
- Valencia CF v Levante
- Celta Vigo v Deportivo La Coruña
- Sporting de Gijón v Real Oviedo
- Tenerife v Las Palmas

### Suedia
- IFK Göteborg vs Malmö FF
- AIK vs Djurgården
- AIK vs Hammarby
- Djurgården vs Hammarby
- IFK Göteborg vs GAIS
- Helsingborgs IF vs Malmö FF
- IF Elfsborg vs IFK Göteborg
- AIK vs IFK Göteborg

### Turcia
- Kıtalar Arası Derbi: Fenerbahçe vs Galatasaray[15]
- Beșiktaș vs Fenerbahçe[15]
- Beșiktaș vs Galatasaray[15]
- Fenerbahçe vs Trabzonspor[94]
- Galatasaray vs Trabzonspor
- Beșiktaș vs Trabzonspor
- Göztepe vs Karșıyaka
- Adanaspor vs Adana Demirspor
- Bursaspor vs Beșiktaș

### Ucraina
- Dinamo Kiev vs Șahtar Donețk[15]
- Karpatî Lvov vs Volîn Luțk
- Hoverla Ujhorod vs Karpatî Lvov
- Hoverla Ujhorod vs Volîn Luțk
- Dnipro Dnipropetrovsk vs Krîvbas Krîvîi Rih
- Șahtar Donețk vs Zoria Luhansk
- Șahtar Donețk vs Metalurh Donețk
- Dinamo Kiev vs Arsenal Kiev
- Dnipro Dnipropetrovsk vs Metalist Kharkiv
- Tavria Simferopol vs Cernomoreț Odesa

### Ungaria
- Derbiuri de Budapesta: Ferencváros TC cu Újpest FC, MTK Budapest FC și Budapest Honvéd FC.
- Haladás FC - Zalaegerszegi TE
- Debreceni VSC - Videoton FC

## Cluburi în America de Nord și Centrală (CONCACAF)

### Costa Rica
- Liga Deportiva Alajuelense vs Deportivo Saprissa
- Deportivo Saprissa vs Club Sport Herediano

### Guatemala
- Comunicaciones v Municipal[15]

### Haiti
- Haïtien vs Violette[95]
- Baltimore SC vs Tempête[96]

### Honduras
- San Pedro Sula - Clásico Sampedrano
- La Ceiba - Clásico Ceibeño
- Tegucigalpa - Honduran Superclásico
- Clásico Nacional Hondureño
- Clasico de las M's
- Clásico Moderno (Honduras)
- Motagua–Real España football rivalry

### Jamaica
- Harbour View vs Waterhouse[97]
- Boys' Town vs Tivoli Gardens (Western Kingston Derby)[98]
- Arnett Gardens vs Boys' Town (Trench Town Derby)[99]
- Humble Lions vs Sporting Central Academy (Clarendon Derby)[100]

### Mexic
- El Súper Clásico (Mexic): Guadalajara vs América [15][101]
- Tigres UANL vs CF Monterrey[15]
- Club Atlas vs Guadalajara[15]
- Cruz Azul vs América.

### Puerto Rico
- Puerto Rico Islanders vs River Plate Puerto Rico[102]

### Suriname
- Robinhood vs Transvaal[103]

### Trinidad-Tobago
- San Juan Jabloteh vs W Connection[104]

### SUA și Canada
- California Clásico: San Jose Earthquakes v Los Angeles Galaxy
- SuperClasico: Los Angeles Galaxy v Chivas USA
- D.C. United v New York Red Bulls
- Texas Derby: Houston Dynamo vs FC Dallas
- San Jose Earthquakes vs. Seattle Sounders FC
- Columbus Crew vs. FC Dallas
- Chicago Fire Soccer Club vs FC Dallas
- Colorado Rapids vs. Real Salt Lake
- Columbus Crew vs. Toronto FC
- Portland Timbers vs Seattle Sounders FC vs Vancouver Whitecaps FC
- Toronto FC vs Montreal Impact

## Cluburi în America de Sud (CONMEBOL)

### Argentina
- Superderby: Boca Juniors vs River Plate
- Avellaneda derby: Independiente vs Racing
- Huracán vs San Lorenzo de Almagro
- Rosario derby: Newell's Old Boys vs Rosario Central
- La Plata derby: Estudiantes de La Plata vs Gimnasia y Esgrima La Plata
- Belgrano vs Talleres
- Ferro Carril Oeste vs Vélez Sarsfield
- Atlanta vs Chacarita Juniors

### Bolivia
- Club Bolívar vs The Strongest[15]
- Club Blooming vs Oriente Petrolero
- Club Jorge Wilstermann vs Club San José

### Brazilia
- Atlético Mineiro vs. Cruzeiro [105]
- Sport vs. Náutico Clássico dos Clássicos[106]
- Santa Cruz vs. Náutico Clássico das Emoções[107]
- Flamengo (Rio de Janeiro) vs. Fluminense (Rio de Janeiro) The Fla-Flu("Fla-Flu")[108]
- Flamengo vs. Vasco[109]
- Botafogo vs. Flamengo[110]
- Botafogo (Rio de Janeiro) vs. Fluminense (Rio de Janeiro) The Grandpa Derby("Clássico 'Vovô'") (so-called because it is the oldest derby played in Brazil)[111]
- Vasco (Rio de Janeiro) vs. Botafogo (Rio de Janeiro) The Black-and-white Derby("Clássico Alvinegro")[112]
- Vasco vs. Fluminense[113]
- América vs. Vasco [114]
- Grêmio vs. Internacional[115]
- Corinthians vs. Palmeiras Paulista Derby[116]
- Corinthians vs. São Paulo (São Paulo) Clássico Majestoso[117]
- Palmeiras vs.  São Paulo[118]
- Corinthians (São Paulo) vs. Santos (Santos) The Alvinegro's Duel[119]
- Santos vs. São Paulo[120]
- Santos vs. Palmeiras[121]

### Chile
- Universidad de Chile vs Universidad Católica
- Colo-Colo vs Universidad Católica

### Columbia
- Superderby Columbiei: Atlético Nacional vs Millonarios
- America de Cali vs Atlético Nacional
- Millonarios vs América de Cali
- Millonarios vs Santa Fe[15]
- Independiente Medellin vs Atletico Nacional[15]
- America Cali vs Deportivo Cali[15]
- Santa Fe vs America Cali
- Atlético Junior vs Unión Magdalena

### Ecuador
- Barcelona v Emelec[50]
- LDU Quito v Deportivo Quito[15]

### Paraguay
- Olimpia vs. Cerro Porteño[15]

### Peru
- Universitario de Deportes vs Club Alianza Lima
- Sporting Cristal vs Club Alianza Lima
- Universitario de Deportes vs Sporting Cristal
- Cienciano del Cusco vs FBC Melgar
- Club Juan Aurich vs Club Deportivo Universidad Cesar Vallejo
- Universitario de Deportes vs Club Deportivo Municipal
- Jose Galvez FBC vs Club Sport Ancash

### Uruguay
- Nacional vs Peñarol[15][122]
- Peñarol vs. Cerro
- Nacional vs. Cerro

## Cluburi în Oceania (OFC)

### Noua Zeelandă
- Derbyul de Auckland